# Karnice
Karnice (Karnitz fino al 1945) è un comune rurale polacco del distretto di Gryfice, nel voivodato della Pomerania Occidentale.
Ricopre una superficie di 133,14 km² e nel 2006 contava 4 164 abitanti.